# 86 Девы
86 Де́вы (лат. 86 Virginis) — кратная звезда в созвездии Девы на расстоянии приблизительно 339 световых лет (около 104 парсек) от Солнца.

## Характеристики
Первый компонент (HD 119853A) — жёлтый гигант спектрального класса G6,5III, или G8III, или K0. Визуальная звёздная величина звезды — +5,564m. Масса — около 2,916 солнечной, радиус — около 11,569 солнечного, светимость — около 72,28 солнечной. Эффективная температура — около 5093 K.
Второй компонент — коричневый карлик. Масса — около 53,28 юпитерианской. Удалён в среднем на 2,137 а.е..
Третий компонент (HD 119853B). Визуальная звёздная величина звезды — +8,47m. Удалён на 1 угловую секунду.
Четвёртый компонент (WDS J13459-1226C) — оранжевый карлик спектрального класса K. Визуальная звёздная величина звезды — +11,9m. Радиус — около 0,66 солнечного, светимость — около 0,242 солнечной. Эффективная температура — около 4805 K. Удалён на 26,9 угловой секунды.
Пятый компонент (WDS J13459-1226D) — оранжевый карлик спектрального класса K. Визуальная звёздная величина звезды — +13,1m. Эффективная температура — около 4390 K. Удалён от четвёртого компонента на 2,2 угловой секунды.